# Uncertain
Uncertain è il primo EP della band irlandese The Cranberries. È stato pubblicato dalla Xeric Records nei due formati di CD e vinile 12".
Ne sono stati stampati approssimativamente 5000 copie.

## Tracce
Musica: Noel Anthony Hogan/Dolores O'Riordan - Testi: Dolores O'Riordan
1. Uncertain - 3:07
2. Nothing Left At All - 3:55
3. Pathetic Senses - 3:37
4. Them - 3:42